# ひだのかな代
ひだの かな代（ひだの かなよ、1960年4月4日- ）は、日本のイラストレーター、絵本作家、ラジオパーソナリティー。宮城県仙台市に生まれ、3歳から北海道で育つ 。札幌大谷短期大学保育科、講談社フェーマススクールズクリエーティブアートコース卒業。
動物をモチーフにした著作が多く、できるだけ実際の生態に基づいて描いており、自身の著作では「南極のペンギンとホッキョクグマが一緒に遊ぶ姿は描きません。動物たちが洋服を着て二足歩行をすることはない｣と語っている。

## 主な受賞歴
- 2004年 - 第8回新風舎絵本コンテスト大賞受賞（『ねこがさかなをすきになったわけ』）[6]
- 2005年 - 第15回けんぶち絵本の里大賞びばからす賞（『ねこがさかなをすきになったわけ』）[4]
- 2007年 - 第17回けんぶち絵本の里大賞びばからす賞（『りんご りんごろ りんごろりん』）[4]
- 2017年 - 第27回けんぶち絵本の里大賞びばからす賞（『うまれるまえのおはなし』）[7]

## 主な作品
- ねこがさかなをすきになったわけ - 2004年 新風舎[8]
- りんごりんごろりんごろりん - 2006年 新風舎[9]
- 사과가 때굴때굴（りんごりんごろりんごろりん） - 2006年 다다북스[10]
- にこにこぎゅっ - 2009年 中西出版[11]
- にこにこぎゅっおとうさんのて - 2010年 中西出版[12]
- 大きな時計台小さな時計台 （イラスト）- 2011年 絵本塾出版[13]
- モグラのかあさん（紙芝居） - 2012年 童心社[14]
- ラッコのおやこ（紙芝居） - 2014年 童心社 [15]
- オビとタネ にこにこZOO「トリとか」（イラスト） - 2015年 中西出版[16]
- おさるさん（紙芝居） - 2017年 童心社[17]
- うまれるまえのおはなし - 2017年 ポエムピース[18]
- ペンギンがとぶ - 2018年 ポエムピース [19]
- ねこちゃん どうしたの?- 2018年 みらいパブリッシング[20]
- なまけものくんのおうち（紙芝居） - 2018年 童心社[21]
- いただきますレストラン  - 2019年 みらいパブリッシング[22]
- どうぶつ どっちがどっち（紙芝居） - 2019年 童心社[23]
- あいにいくよ  - 2020年 みらいパブリッシング [24]
- ぷかぷかぽかぽか - 2020年 みらいパブリッシング[25]
- うまれるまえのおはなし2 ねえ ママきいて - 2021年 みらいパブリッシング[26]
- クジラのともだち（紙芝居） - 2024年 童心社[27]
- きりんのうた（イラスト） - 2024年 北海道新聞社[28]

## メディア出演
- にこにこぎゅっ（AIR-G'）[29]